# Excuse My Dust
Excuse My Dust é um filme de comédia musical dos Estados Unidos dirigido por Roy Rowland e lançado em 1951.